# 施泰因 (施泰尔马克州)
施泰因是奥地利施蒂利亚州菲尔斯滕费尔德县的一个市镇。总面积7.33平方公里，总人口493人，人口密度67.3人/平方公里（2001年）。